# Agence d'investissement et de développement de Lettonie
 (mai 2018).
Si vous disposez d'ouvrages ou d'articles de référence ou si vous connaissez des sites web de qualité traitant du thème abordé ici, merci de compléter l'article en donnant les références utiles à sa vérifiabilité et en les liant à la section « Notes et références ».
Établie en 1993, l’Agence d’Investissement et de Développement de la Lettonie (AIDL), agit sous les ordres du ministère de l’économie de la République de Lettonie. Depuis 2004, le directeur de l’agence est Andris Ozols.

## Objectifs stratégiques deLIAA[Quoi ?]
Les objectifs de LIAA sont les suivants : 
- Promouvoir la compétitivité et la capacité d’exportation des entreprises Lettones sur le marché international,
- promouvoir les investissements étrangers,
- mise en œuvre de la politique nationale de développement du tourisme et de la politique nationale d’innovation.

## Moyens et objectifs

### Moyens
- Mettre en œuvre des mesures visant à accroître la capacité d'exportation des entreprises lettones et à promouvoir le commerce extérieur ;
- Attirer des investissements étrangers en Lettonie ;
- Promouvoir les startups et leur développement, innovations et transfert de technologie ;
- Promouvoir des entreprises innovantes, y compris des collaborations entre le secteur des sciences et le secteur des entreprises ;
- Mettre en œuvre des mesures conformément aux programmes d'aide d'État ;
- Administrer des activités cofinancées par des programmes de financement de l'UE et d'autres instruments financiers étrangers ;
- Effectuer les fonctions spécifiées dans la loi sur le tourisme.

### Objectifs
- Conseiller les entrepreneurs sur les marchés étrangers, les moyens de démarrer des partenariats d'affaires, et les aider avec le réseau d’entreprises.
- Organisation de services qui stimulent les exportations sur les marchés étrangers : stands nationaux lors d'expositions internationales à l'étranger et missions commerciales.
- Attirer les investissements étrangers, y compris les services de soutien aux nouveaux investisseurs potentiels et de suivi des investisseurs existants, axés sur la croissance de la productivité, l'introduction de nouvelles technologies et innovations dans les domaines prioritaires du processus Polaris, une stratégie d'investissement direct étranger.
- Fournir un soutien à l'innovation et sa promotion en Lettonie.
- Veiller à la viabilité des entreprises nouvellement créées et de leur croissance dans les régions de Lettonie, et mettre en place des entreprises liées aux industries créatives et à leur développement en Lettonie.
- Réaliser des activités promotionnelles (activités de marketing) qui positionnent la Lettonie comme destination touristique sur les marchés cibles étrangers.
- Mettre en œuvre des mesures qui améliorent la compétitivité de l'industrie touristique lettone et favorisent le tourisme intérieur.
- Veiller à ce que la prestation de services et le développement de la AIDL soient orientés vers le client et utilisent toutes les ressources disponibles et les opportunités d'optimisation.

## Investissements
L'une des sous-activités de LIAA consiste à attirer les investissements des investisseurs étrangers pour les projets d'investissement lettons et leur développement ultérieur. Des exemples de projets d'investissement comprennent des entreprises opérant en Lettonie, de nouvelles entreprises potentielles, ainsi que des projets d'État et municipaux.
Les secteurs prioritaires pour attirer l'investissement étranger incluent la métallurgie et le génie mécanique, le transport et la logistique, les technologies de l'information, les sciences de la vie, les soins de santé, l'industrie du bois, les technologies vertes et l'industrie alimentaire. LIAA soutient également l'attraction d'investissements étrangers pour des projets de fabrication qui ne relèvent pas des domaines prioritaires.

### Processus Polaris
Le processus Polaris rend l'investissement étranger plus efficace en déterminant les secteurs cibles d'investissement, en résumant et en mettant à jour les résultats les plus récents dans les domaines scientifiques liés à leurs secteurs respectifs. En suggérant, des projets aux investisseurs étrangers et en gérant les collaborations entre les autorités nationales, municipalités, secteur privé et institutions scientifiques.

## Promotion du commerce extérieur
L’AIDL est chargé d’organiser les activités suivantes qui contribuent au développement d’entreprises orientés vers l’export.

### Missions commerciales
L'AIDL organise des voyages d'affaires à l'étranger, qui comprennent des forums d'affaires, des ateliers, des tables rondes sur les entrepreneurs, des échanges de contacts, des salons professionnels, des rencontres individuelles avec des partenaires commerciaux potentiels, ainsi que des événements informels.

### Séminaires d'exportation
LIAA organise des séminaires d'exportation traitant d’éléments clés de l'exportation et fournissent des informations sur les nouveautés et les tendances sur les marchés étrangers, ainsi que le marché unique européen.

### Échanges de contacts
LIAA organise des réunions d'affaires bilatérales préétablies entre des entreprises de deux pays ou plus, en tant qu’activités lors de missions commerciales, de foires ou d'autres événements. Ces réunions s’opèrent en tant qu'événement distinct.

### Visites individuelles
LIAA participe à l'organisation de visites d'affaires individuelles pour des partenaires étrangers potentiels, principalement dans les pays qui ont un bureau de représentation de l'AIDL ou une ambassade de la République de Lettonie.

## Tourisme
En 2016, l'Agence d'État pour le développement du tourisme (TAVA) a été ajoutée à LIAA, qui forme désormais le  département du tourisme. L'objectif du département Tourisme de LIAA est de mettre en pratique la politique nationale du tourisme, promouvoir le développement des produits et services touristiques lettons, faire connaître la Lettonie à l'international, positionner la Lettonie comme destination touristique attrayante et promouvoir la compétitivité du tourisme letton.

## Bureaux de représentation économique étrangère
Les bureaux de représentation économique étrangère de LIAA sont situés aux États-Unis (Washington, DC), aux Émirats arabes unis (Dubaï), en Biélorussie (Minsk), au Danemark (Copenhague), en France (Paris), en Italie (Rome), au Japon (Tokyo), Kazakhstan (Almaty), Russie (Moscou), Chine (Pékin, Shanghai et Ningbo), Royaume-Uni (Londres), Lituanie (Vilnius), Pays-Bas (La Haye), Norvège (Oslo), Pologne (Varsovie), Singapour , Finlande (Helsinki), Allemagne (Berlin, Francfort), Suède (Stockholm).

## Incubateur d'entreprises
À partir d'octobre 2016, 15 pépinières d'entreprises sont actives en Lettonie (Bauska, Daugavpils, Jelgava, Jēkabpils, Jūrmala, Kuldīga, Liepaja, Madona, Ogre, Rēzekne, Sigulda, Talsi, Valmiera, Ventspils, et un incubateur d'économie créatives à Riga) qui fournissent un soutien pour les startup et leur développement.

## Programme de transfert de technologie
Les activités du programme sont axées sur la publication des résultats de recherche fournis par les institutions scientifiques dans le but de créer des entreprises prospères.

## Programme d'encouragement à l'investissement
L'objectif du programme d'encouragement à l'innovation est d'informer la société et de l'encourager à lancer ses propres entreprises innovantes, en utilisant des récompenses comme mécanisme d'incitation. De la même manière, il est prévu d'informer la société sur les développements liés aux innovations et à leur potentiel. Encourageant ainsi la société et les entrepreneurs à se concentrer sur le développement et l'utilisation de solutions innovantes. Également à accroître la part des entreprises innovantes dans l'économie pour lancer des entreprises dans les domaines définis et prioritaires dans la stratégie de spécialisation intelligente de la Lettonie.

## Enterprise Europe Network
Le 29 février 2008,Enterprise Europe Network a commencé ses activités en tant qu'un des départements de LIAA.

## Magnetic Latvia, centre d'informations commerciales à l'aéroport international de Riga

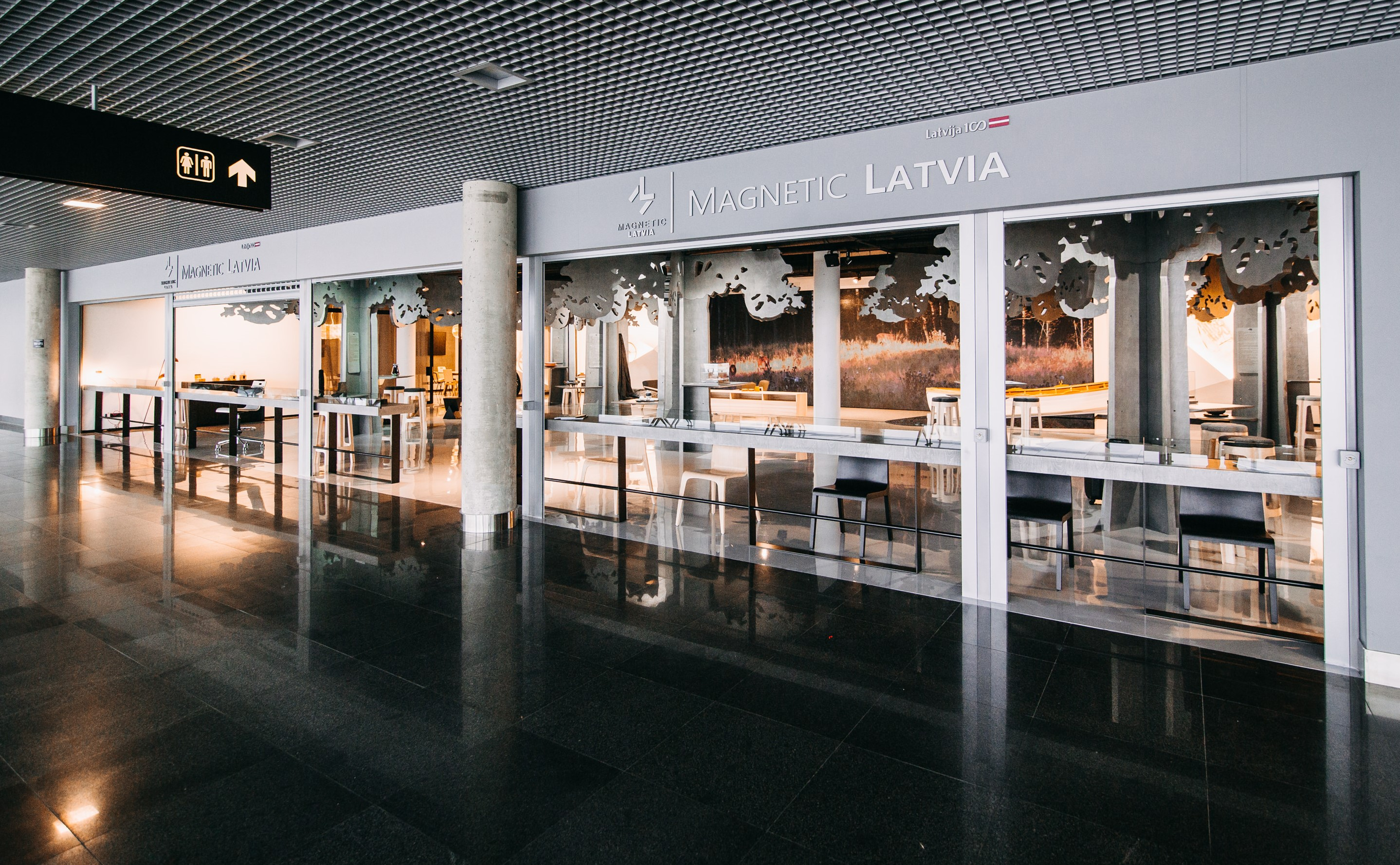
Centre d'information Magnetic Latvia

Le 27 février 2018, Magnetic Latvia, un centre d'informations commerciales, a ouvert ses portes à l'aéroport international de Riga.

## Événements importants organisés par LIAA
- iNovuss, Prix de l'exportation et de l'innovation,
- Forums de la Magnetic Latvia,
- Coupe des entreprises créatives,
- Forum du tourisme letton,
- Forum des affaires de l'ingénierie mécanique et de la métallurgie,
- Forum de l'industrie de la lingerie.

## Bases de données LIAA et annuaires industriels
LIAA exploite des produits alimentaires en Lettonie, une base de données sur les produits alimentaires et les boissons lettons.
LIAA supervise Exim, un portail commercial international qui inclut des profils d'entreprises lettones, des offres de coopération, des informations sur les événements, des revues de marché et des catalogues électroniques pour des industries spécifiques (Chimie, Pharmacie et Biotechnologie, Construction en Lettonie, Électronique et Électronique Fabrication et ingénierie, alimentation, foresterie et bois, technologie de l'information et des télécommunications, mécanique et métallurgie, impression et emballage, textile et habillement, transport et logistique, environnement et énergie renouvelable, services de bien-être et produits).